# Estêvão Willian
Estêvão Willian Almeida de Oliveira Gonçalves (Franca, São Paulo, 24 de abril de 2007) es un futbolista brasileño que juega como delantero en el Chelsea F. C. de la Premier League de Inglaterra.

## Trayectoria
Nacido en Franca, comenzó su carrera juvenil en la cantera del Cruzeiro E. C. en 2017. Inicialmente utilizaba el apodo de «Messinho» como homenaje a Lionel Messi, debido a las similitudes en su estilo de juego. El año siguiente, 2018, a la edad de 10 años, firmó un contrato profesional con Nike, convirtiéndose en el jugador brasileño más joven en firmar con la empresa, superando a Rodrygo Goes.

### Palmeiras
El 6 de mayo de 2021 se incorporó a la cantera del S. E. Palmeiras, con el que firmó un contrato en prácticas. En la temporada 2022 ayudó a las categorías inferiores del Palmeiras a ganar el Campeonato Paulista Sub-17, el Campeonato Paulista Sub-15 , la Copa de Brasil Sub-17 y el Campeonato Brasileño Sub-17. Estevão debutó con el equipo profesional del Palmeiras en diciembre de 2023, en la última jornada del Campeonato Brasileño, frente al Cruzeiro, en el Estadio Mineirão. Marcó su primer gol en abril, anotando el tercer gol del Palmeiras en la victoria por 3-1 sobre el Liverpool de Uruguay en el Allianz Parque en la Copa Libertadores da América. Durante la temporada, Estêvão fue uno de los jugadores clave del Palmeiras, con trece goles y nueve asistencias en los 31 partidos que disputó en el Campeonato Brasileño, 26 de ellos como titular. El 8 de diciembre, la CBF anunció el equipo del Brasileirão. Estêvão fue elegido revelación y formó parte del equipo campeón. El día 9, recibió el Balón de Oro de ESPN Brasil como mejor jugador del torneo, batiendo todos los récords de precocidad, además de los trofeos de delantero y revelación, por unanimidad de los jueces.
Su último partido fue una derrota por 1-2 ante Chelsea, en los cuartos de final de la Copa Mundial de Clubes de la FIFA; Estêvão anotó el gol del Palmeiras en el partido. Jugó 83 partidos para el club en total, anotando 27 goles.

### Chelsea
El 22 de junio de 2024, Palmeiras anunció que Estevão había sido fichado oficialmente por el Chelsea, que pagó 61,5 millones de euros por los derechos de Estêvão, con 45 millones de euros fijos y 16,5 millones de euros en objetivos a alcanzar por el deportista. Después de 14 meses de acuerdo entre Palmeiras y Chelsea, el delantero Estêvão finalmente fue presentado por los Blues, el 5 de agosto de 2025. Optó por mantener el número 41, pese a que fue utilizado en su etapa en el Verdão. Estêvão debutó con el Chelsea el 8 de agosto de 2025, en un partido amistoso celebrado en Stamford Bridge, donde abrió el marcador en el partido contra el Bayer Leverkusen. Ya en el 17 de agosto de 2025, en Stamford Bridge, Estêvão, con tan solo 18 años, debutó oficialmente con el Chelsea en un empate sin goles contra el Crystal Palace en el primer partido de la Premier League. Empate sin goles.

## Selección nacional
Fue convocado por primera vez para representar a Brasil sub-17 en octubre de 2022 para una serie de amistosos en octubre de 2022.
Estêvão debutó con la selección brasileña el 9 de septiembre de 2024. Fue convocado en el segundo tiempo de la victoria por 1-0 sobre Ecuador, en el Couto Pereira, en Curitiba, en las Eliminatorias Sudamericanas para el Mundial.

## Estadísticas

### Clubes
Actualizado al último partido disputado el 17 de agosto de 2025.
| Club                     | Div.          | Temporada     | Liga  | Liga  | Liga   | Estatal | Estatal | Estatal | Copas nacionales | Copas nacionales | Copas nacionales | Copas internacionales | Copas internacionales | Copas internacionales | Total | Total | Total  |
| Club                     | Div.          | Temporada     | Part. | Goles | Asist. | Part.   | Goles   | Asist.  | Part.            | Goles            | Asist.           | Part.                 | Goles                 | Asist.                | Part. | Goles | Asist. |
| ------------------------ | ------------- | ------------- | ----- | ----- | ------ | ------- | ------- | ------- | ---------------- | ---------------- | ---------------- | --------------------- | --------------------- | --------------------- | ----- | ----- | ------ |
| S. E. Palmeiras · Brasil | 1.ª           | 2023          | 1     | 0     | 0      | 0       | 0       | 0       | 0                | 0                | 0                | 0                     | 0                     | 0                     | 1     | 0     | 0      |
| S. E. Palmeiras · Brasil | 1.ª           | 2024          | 31    | 13    | 9      | 5       | 0       | 1       | 2                | 1                | 0                | 7                     | 1                     | 0                     | 45    | 15    | 10     |
| S. E. Palmeiras · Brasil | 1.ª           | 2025          | 11    | 0     | 3      | 14      | 5       | 0       | 2                | 2                | 1                | 10                    | 5                     | 1                     | 37    | 12    | 5      |
| S. E. Palmeiras · Brasil | Total club    | Total club    | 43    | 13    | 12     | 19      | 5       | 1       | 4                | 3                | 1                | 17                    | 6                     | 1                     | 83    | 27    | 15     |
| Chelsea F. C. Inglaterra | 1.ª           | 2025-26       | 1     | 0     | 0      | —       | —       | —       | 0                | 0                | 0                | 0                     | 0                     | 0                     | 1     | 0     | 0      |
| Chelsea F. C. Inglaterra | Total club    | Total club    | 1     | 0     | 0      | 0       | 0       | 0       | 0                | 0                | 0                | 0                     | 0                     | 0                     | 1     | 0     | 0      |
| Total carrera            | Total carrera | Total carrera | 44    | 13    | 12     | 19      | 5       | 1       | 4                | 3                | 1                | 17                    | 6                     | 1                     | 84    | 27    | 15     |
| 1. 2. 3. 4.              |               |               |       |       |        |         |         |         |                  |                  |                  |                       |                       |                       |       |       |        |

### Selección
Actualizado al último partido disputado el 5 de junio de 2025.
| Selección         | Año             | Amistosos | Amistosos | Amistosos | Continental | Continental | Continental | Mundial | Mundial | Mundial | Total | Total | Total  | Media goleadora |
| Selección         | Año             | Part.     | Goles     | Asist.    | Part.       | Goles       | Asist.      | Part.   | Goles   | Asist.  | Part. | Goles | Asist. | Media goleadora |
| ----------------- | --------------- | --------- | --------- | --------- | ----------- | ----------- | ----------- | ------- | ------- | ------- | ----- | ----- | ------ | --------------- |
| Sub-17 · Brasil   | 2023            | —         | —         | —         | —           | —           | —           | 5       | 3       | 3       | 5     | 3     | 3      | 0.6             |
| Absoluta · Brasil | 2024            | 0         | 0         | 0         | 4           | 0           | 0           | —       | —       | —       | 4     | 0     | 0      | 0               |
| Absoluta · Brasil | 2025            | 0         | 0         | 0         | 1           | 0           | 0           | —       | —       | —       | 1     | 0     | 0      | 0               |
| Absoluta · Brasil | Total           | 0         | 0         | 0         | 5           | 0           | 0           | 0       | 0       | 0       | 5     | 0     | 0      | 0               |
| Total selección   | Total selección | 0         | 0         | 0         | 5           | 0           | 0           | 5       | 3       | 3       | 10    | 3     | 3      | 0.3             |
| 1. 2.             |                 |           |           |           |             |             |             |         |         |         |       |       |        |                 |

## Palmarés

### Títulos regionales
| Título              | Club            | Sede      | Año  |
| ------------------- | --------------- | --------- | ---- |
| Campeonato Paulista | S. E. Palmeiras | São Paulo | 2024 |

### Distinciones individuales
| Distinción                                                         | Año  |
| ------------------------------------------------------------------ | ---- |
| Jugador del partido vs Porto - Copa Mundial de Clubes de la FIFA   | 2025 |
| Jugador del partido vs Al-Ahly - Copa Mundial de Clubes de la FIFA | 2025 |
| Jugador del partido vs Chelsea - Copa Mundial de Clubes de la FIFA | 2025 |